# 정신과학 입문
《정신과학 입문》(독일어: Einleitung in die Geisteswissenschaften)은 독일 철학자 빌헬름 딜타이의 철학 저서이다.

## 작품 개요
이 책은 해석학의 새 이정표를 세우고, 현대철학의 지평을 확장한 명저로 꼽힌다. 딜타이는 정신과학을 자연과학으로부터 명료히 분리해 내고 정신과학의 인식론적 토대를 구축해 줄 하나의 과학을 정립하는 일의 필요성을 입증하고자 했다. <<정신과학 입문 - 사회와 역사 연구의 토대를 구축하기 위한 시도>>(이하 <<정신과학 입문>>)는 1권과 2권으로 구성되어 있다. 1권 서론은 19개의 장으로, 그리고 2권은 4개의 장으로 이루어져 있다.
이 책의 목적은 역사(학), 인간학, 심리학, 정치학, 법률학, 정치학, 경제학, 신학, 문학, 또는 예술 등 역사적·사회적 현실성을 다루는 정신과학을 자연과학으로부터 명료히 분리해 내고, 정신과학이 자연과학만큼이나 확실한 것임을 보여주어, 이를 통해 정신과학의 “인식론적 토대”를 구축해 줄 하나의 과학을 정립할 필요성을 제시하는 데 있었다.
딜타이는 이 책의 논의를 다음의 두 방향에서 전개하고 있다. 첫째, 정신과학의 정당한 영역을 정위하는 동시에, 정신과학의 내용이 역사적·사회적 현실성에 대한 인식의 직접성을 통해 획득된 일반성(혹은 보편성)을 띠고 있음을 입증함으로써 정신과학에게 과학의 지위를 부여하는 일이다. 둘째는 자연과학에서의 수학과 같이 정신과학 일반의 인식론적 토대를 구축해 줄 하나의 과학을 정립하는 것의 필요성을 입증하는 일이다. 그것은 종래의 형이상학의 자리에서 벗어나, 우리 인간의 정신세계에 대한 구체적 탐구를 개별 정신과학들에게 넘기고 이것들의 정당성 내지 인식론적 토대를 구축하는 일을 뜻한다. 딜타이가 주창한 그 정초(定礎)적인 하나의 과학은 여전히 철학의 본성을 유지하되 형이상학과는 다르다. 우리는 이것을 전통의 형이상학적 존재론에 비해, 인식 비판에 근거한 역사주의적 생철학 혹은 해석학이라 부른다.

## 정신과학과 개별화
‘개별화’/‘개별성’이라는 단어는 독일어 ‘Indivi- duation’/‘Individualität’를 번역한 말이다. 그것의 의미는, 논문에서 전반적으로 어떤 것이 다른 무엇과 구분되어 자기만의 특성을 가진다는 의미로, 그것은 대략 일회성, 유일성, 독특성, 개성 등과 같은 의미로 사용된다. 딜타이는 ＜기술심리학과 분석심리학에 대한 이념들＞이라는 논문에서 인간의 심적 구조의 발달이 어떻게 해서 인간 삶의 개별화를 낳게 되는지를 보여준다. 거기서 ‘개별성’은 후천적으로 인간들이 역사적 관계에서 획득하게 되고 또한 특히 타자와의 상대적 관계에서 차이를 통해 자기만의 독특성을 갖는 그 어떤 심적 구조의 배열 관계를 의미한다.
그런데 개별성은 분해될 수 없는 것을 지칭하는 개념이 아니다. 그것은 어떤 집합체를 상대로 해서도 사용되는 개념이다. 그것은 특히 대상들의 전체 속성을 의미하는 전형/유형(type)과 관련해서 사용되는 개념이기도 하다. 예를 들어, 일군의 사람들이 일정의 동일 공통 속성을 보인다면, 이때의 속성 또한 개별성과 관련한다. 그 속성이 다른 것들이 갖는 속성과 구분되어 자신만의 고유성을 가지기 때문이다. 이렇게 개별성은, 개체와는 달리, 보편개념과 모순되지 않고 서로 상통한다. (그래서 ‘Individualität’는 ‘개체성’으로 번역되지 않았으며 또한 주로 개체와의 관계에서 그 의미를 행사하는 ‘개성’으로 번역되지 않았다.) 개별성의 파악은 이렇게 하나의 개별자를 그 자체로서만이 아니라 또한 그것이 속하고 있는 전체 속성과의 관계에서 이해하는 일이다. 이해의 대상이 역사적 상황과 맥락에서 시시각각 변하는 동안, 개별성은 아주 다양한 방식으로 (재)구성된다.
딜타이는 ‘개별성’의 연구 문제를 정신과학의 한 중요한 특징으로 파악한다. <인간 본성의 동일성과 개별성>에서 이 문제는 자연과학 대 정신과학과 대조적 특성 형식을 매개로 논의되고 있다. 그리고 <인간의 개별화와 관련한 일반적 시각들>에서는 개별성의 문제가 이제는 거기서와는 또 다른 수준에서, 즉 유형이나 전형과 관련이 있는 동형성과의 관계에서 논의된다. 이 논의들은 다소 해석학 이론적인 논의에 속한다. 이런 이론적 논의는 실제의 해석적 실천을 통해 보완될 필요가 있을 것이다. 이 작업이 <인간ᐨ역사적 세계에 대한 최초의 개별성 표현으로서의 예술>에서 전개된다. 딜타이는 여기서 문학의 경우를 실증 사례로 끌어들여 개별화 작용의 모습을 실증적으로 보여준다. 달리 말해, 거기서 딜타이는 (동형성을 바탕으로 한) 개별화의 문제가 문학에서, 특히 희곡에서 어떻게 실현되어 왔는지를 추적한다. 그 작업은 고대 그리스의 희곡들에서 시작해 셰익스피어 등을 거쳐 괴테와 실러의 작품들에 걸쳐 이루어진다. 이것들을 통해 딜타이는 개별화가 문학에서 어떻게 전개되었는지를 보여줌으로써 정신과학의 특성을 그런 개별화의 모습에서 스케치해 준다. 그리고 개별화가 삶 연관에서 구성되는 것인 만큼 그것은 또한 동시에 그의 삶 철학적 시각을 정신과학을 빌려 전개시키는 작업이기도 하다. 그리고 거기에서는 그의 역사철학적 시각뿐 아니라, 사실은 위에서 거론한 요소들 모두가 전반적으로 사용되고 있음을 독자 스스로도 느낄 수 있을 것이다.

## 서지 정보
- 《정신과학 입문》, 송석랑 역, 2009년, 지식을만드는지식[깨진 링크(과거 내용 찾기)] ISBN 978-89-6406-207-4
- 《정신과학과 개별화》, 이기흥 역, 2009년, 지식을만드는지식[깨진 링크(과거 내용 찾기)] ISBN 978-89-6228-246-7